# 島本町立第三小学校
島本町立第三小学校（しまもとちょうりつ だいさんしょうがっこう）は、大阪府三島郡島本町にある公立小学校。
島本町の西部に立地し、住宅地と農村地帯が混在する地域を校区としている。米作り・野菜作りやホタルの放流などの体験学習もおこなっている。
1971年に島本町立第一小学校より分離開校した。
A校舎立て替え（移設）に伴う仮校舎がグラウンドに建設されていたが、現在（2023年1月現在）は建て替えが完了し、仮校舎は取り壊された。

## 沿革
- 1973年4月1日 - 島本町立第三小学校として開校。
- 1981年4月1日 - 島本町立第四小学校を分離。

## 通学区域
- 三島郡島本町 青葉、桜井、桜井台、百山の全域
- 三島郡島本町 水無瀬2丁目、若山台1丁目、若山台2丁目、大字広瀬のそれぞれ一部

卒業生は島本町立第一中学校・島本町立第二中学校の2校に分かれて進学する。

## 交通
- 阪急京都線 上牧駅 北へ約1km。
- 阪急京都線 水無瀬駅 西へ約1km。

## 出身者
- 米長晴信 - 元参議院議員。元フジテレビ記者